# La ragazza di polvere
La ragazza di polvere (The closers) è un romanzo di Michael Connelly, uscito nel 2005. Si tratta dell'undicesimo episodio della serie avente come protagonista il detective Hieronymus "Harry" Bosch.
The Closers è stato tradotto in numerose lingue e in lingua originale annovera molte edizioni e ristampe.

## Trama
Harry Bosch rientra in servizio dopo tre anni di congedo forzato e viene assegnato alla squadra che si occupa di risolvere quelli che vengono chiamati i cold case (Casi irrisolti). All'unità speciale è assegnata anche la vecchia partner di Bosch, Kizmin Rider. Il primo caso da risolvere riguarda Rebecca Verloren, uccisa 17 anni prima sulle colline di Chatsworth: quello che viene in aiuto alla squadra è un cold hit, un riscontro dato dal DNA ottenuto da alcuni frammenti di pelle ritrovati sull'arma del delitto. Tutti gli indizi, DNA per primo, portano a Roland Mackey, un tipo con un difficile passato e con una storia di neonazismo alle spalle. Bosch e Rider scoprono che il vicecapo Irving, tradizionale antagonista di Bosch, è coinvolto in prima persona, in quanto in passato aveva cercato di insabbiare il caso per paura che il figlio di un altro importante personaggio della polizia, anch'egli neonazista, venisse coinvolto. Bosch e Rider, proseguendo le indagini, capiscono che Mackey non c'entra nulla, allorché lo stesso viene ucciso, e arrivano a trovarsi in una situazione inaspettata.

## Edizioni in italiano
- Michael Connelly, La ragazza di polvere: thriller, traduzione di Amedeo Romeo, Casale Monferrato: Piemme, 2007
- Michael Connelly, La ragazza di polvere, legge: Grosso Franco, Feltre: Centro Internazionale del Libro Parlato 'Adriano Serragiotto' ONLUS, 2008
- Michael Connelly, La ragazza di polvere, traduzione di Amedeo Romeo, Milano: Piemme, 2010
- Michael Connelly, La ragazza di polvere, Milano: Piemme : Pickwick, 2015